# Saison 2013 des Cubs de Chicago
La saison 2013 des Cubs de Chicago est la 138e saison en Ligue majeure de baseball pour cette équipe.
Club en reconstruction, les Cubs améliorent leur fiche par 5 victoires, mais leur dossier de 66 gains contre 96 défaites est le deuxième plus mauvais de la Ligue nationale et ils terminent au cinquième et dernier rang de la division Centrale. C'est une quatrième saison perdante consécutive pour les Cubs.

## Contexte
En 2012, les Cubs terminent cinquièmes sur six équipes dans la division Centrale de la Ligue nationale avec 61 victoires et 101 défaites. C'est leur moins bonne performance depuis 1966, la deuxième moins bonne des majeures après les Astros de Houston et deux revers de moins que le record de médiocrité de la franchise établi en 1962 et réédité quatre ans plus tard.

## Intersaison

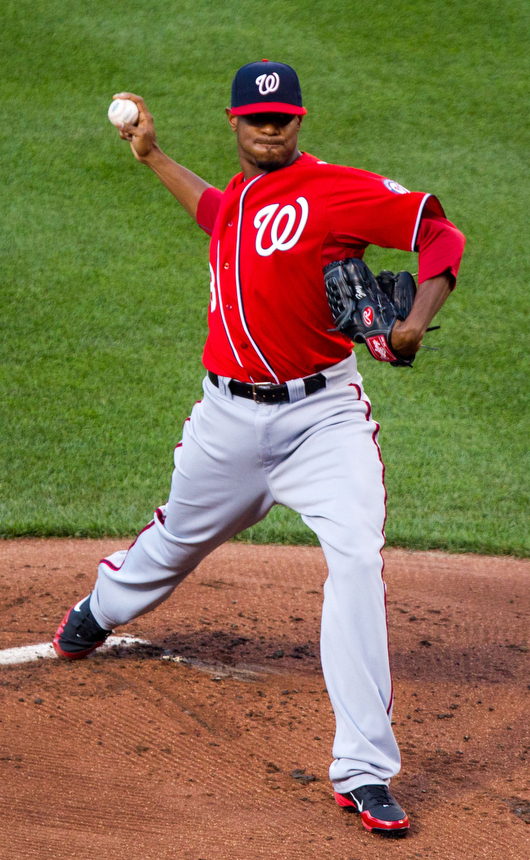
Edwin Jackson quitte les Nationals et signe un contrat de 4 ans avec Chicago.

Les Cubs mettent sous contrat l'ancien lanceur partant droitier des Twins du Minnesota, Scott Baker, qui a raté toute la saison précédente après une opération au bras. Baker accepte un contrat de 5,5 millions de dollars pour un an le 13 novembre 2012. Le 7 décembre, le lanceur de relève gaucher Kyuji Fujikawa rejoint les Cubs sur un contrat de 9,5 millions de dollars US pour deux ans et fera ses débuts dans les Ligues majeures après avoir joué 14 ans pour les Hanshin Tigers de la Ligue centrale du Japon. Un autre lanceur gaucher japonais, Hisanori Takahashi, arrivé aux États-Unis en 2010, rejoint les Cubs. Le vétéran lanceur partant droitier Edwin Jackson, qui a disputé la dernière saison avec les Nationals de Washington, accepte début janvier 2013 un contrat de 52 millions de dollars pour 4 saisons avec Chicago. Le lanceur droitier Scott Feldman, dont la carrière est quelque peu en déroute après une série de blessures, quitte les Rangers du Texas, pour qui il évoluait depuis 2005, et rejoint les Cubs, qui ont l'intention de l'utiliser comme lanceur partant.
Le voltigeur Nate Schierholtz, échangé des Giants aux Phillies durant la saison 2012, signe une entente d'un an avec Chicago. Le voltigeur Scott Hairston fait son arrivée en provenance des Mets de New York. En revanche, le voltigeur Bryan LaHair, qui fut invité au match des étoiles 2012 comme représentant des Cubs, va poursuivre en 2013 sa carrière au Japon.
Le joueur d'utilité Brent Lillibridge, qui a joué pour trois clubs en 2012, le voltigeur Darnell McDonald et le releveur droitier des Yankees de New York Cory Wade rejoignent les Cubs sur des contrats des ligues mineures. Le releveur droitier des Rockies du Colorado, Zach Putnam, est réclamé au ballottage par les Cubs. Le rapide voltigeur et excellent voleur de buts Tony Campana est échangé en février aux Diamondbacks de l'Arizona contre deux lanceurs droitiers des ligues mineures, Jesus Castillo et Erick Leal. Le gaucher Dontrelle Willis, ancien lanceur étoile qui avait commencé sa carrière professionnelle dans les ligues mineures avec un club-école des Cubs une décennie plus tôt, et annoncé sa retraite du baseball en juillet 2012, tente un retour mais se blesse après avoir effectué seulement sept lancers dans le premier match pré-saison des Cubs.

## Calendrier pré-saison
L'entraînement de printemps des Cubs se déroule du 23 février au 30 mars 2013.

## Saison régulière
La saison régulière des Cubs se déroule du 1er avril au 29 septembre 2013 et prévoit 162 parties. Elle débute par une visite aux Pirates de Pittsburgh et le premier match local au Wrigley Field de Chicago est joué le 8 avril contre les Brewers de Milwaukee.

### Juillet
- 2 juillet : 
  - Les Cubs échangent leur ancien stoppeur Carlos Mármol aux Dodgers de Los Angeles contre le lanceur de relève droitier Matt Guerrier[19].
  - Dans une autre transaction, le lanceur partant droitier Scott Feldman et le receveur Steve Clevenger sont transférés aux Orioles de Baltimore pour deux lanceurs droitiers, le partant Jake Arrieta et le releveur Pedro Strop[20].
- 22 juillet : Les Cubs échangent le lanceur Matt Garza aux Rangers du Texas[21].
- 26 juillet : Les Cubs transfèrent le vétéran voltigeur Alfonso Soriano aux Yankees de New York pour le lanceur des ligues mineures Corey Black[22].

### Classement
| Ligue nationale (Division Centrale) | V  | D  | %    | Diff. | Diff. (séries) |
| ----------------------------------- | -- | -- | ---- | ----- | -------------- |
| Cardinals de Saint-Louis            | 97 | 65 | ,599 | -     | -              |
| Pirates de Pittsburgh               | 94 | 68 | ,580 | 3     | +4             |
| Reds de Cincinnati                  | 90 | 72 | ,556 | 7     | -              |
| Brewers de Milwaukee                | 74 | 88 | ,457 | 23    | 16             |
| Cubs de Chicago                     | 66 | 96 | ,407 | 31    | 24             |

## Affiliations en ligues mineures
| Niveau            | Équipe              | Ligue                         |
| ----------------- | ------------------- | ----------------------------- |
| AAA               | Iowa Cubs           | Ligue de la côte du Pacifique |
| AA                | Tennessee Smokies   | Southern League               |
| A-Advanced        | Daytona Cubs        | Florida State League          |
| A                 | Peoria Chiefs       | Midwest League                |
| A (saison courte) | Boise Hawks         | Northwest League              |
| Ligue des recrues | Arizona League Cubs | Arizona League                |
| Ligue des recrues | DSL Cubs 1          | Dominican Summer League       |
| Ligue des recrues | DSL Cubs 2          | Dominican Summer League       |